# Калінувка (Більський повіт)
Калінувка (пол. Kalinówka) — село в Польщі, у гміні Вишки Більського повіту Підляського воєводства.
Населення — 47 осіб (2011).
У 1975-1998 роках село належало до Білостоцького воєводства.

## Демографія
Демографічна структура станом на 31 березня 2011 року:
|          | Загалом | Допрацездатний вік | Працездатний вік | Постпрацездатний вік |
| -------- | ------- | ------------------ | ---------------- | -------------------- |
| Чоловіки | 27      | 8                  | 13               | 6                    |
| Жінки    | 20      | 5                  | 10               | 5                    |
| Разом    | 47      | 13                 | 23               | 11                   |